# Kościół Przenajświętszej Krwi Chrystusa w Objaździe
Kościół Przenajświętszej Krwi Chrystusa – rzymskokatolicki kościół filialny w Objaździe. Świątynia należy do parafii św. Michała Archanioła, w dekanacie Namysłów zachód, archidiecezji wrocławskiej. 

## Historia kościoła
Budynek w którym znajduje się kościół, wcześniej pełnił rolę pomieszczenia gospodarczego. Staraniem księdza Stefana Dombaja budowla stała się świątynią. W latach 2010–2011 wykonano gruntowny remont i w grudniu 2011 roku ksiądz biskup Andrzej Siemieniewski dokonał konsekracji kościoła.